# Orbey
Orbey är en kommun i departementet Haut-Rhin i regionen Grand Est (tidigare regionen Alsace) i nordöstra Frankrike. Kommunen ligger i kantonen Lapoutroie som tillhör arrondissementet Ribeauvillé. År 2022 hade Orbey 3 445 invånare.

## Befolkningsutveckling
Antalet invånare i kommunen Orbey
| Referens: INSEE |